# Ratkovská Lehota
Ratkovská Lehota (in ungherese: Ratkószabadi) è un comune della Slovacchia facente parte del distretto di Rimavská Sobota, nella regione di Banská Bystrica.